# Matthew Noszka
Matthew Daniel Noszka (Pittsburgh, 1992. október 27. –) amerikai színész és modell.

## Élete
1992. október 27-én született a pennsylvaniai Pittsburghben, később New Yorkba költözött. A pittsburghi Chartiers Valley High Schoolba járt, majd kosárlabdaösztöndíjjal a Point Park Universityre ment, ahol üzleti diplomát szerzett. Miután az első évének tavaszi féléve véget ért, Noszka a nyári szünet idejére alkalmi munkákat vállalt, többek között építőipari munkát. Miután 2014-ben sikeresen megépített egy teraszt a család barátjával, Mike-kal, megosztott egy fotót az Instagramon. A fotó közzététele után egy New York-i székhelyű ügynökség képviselője felvette a kapcsolatot Noszkával. Napokon belül egy Nike modellkedésre leszerződtették.

## Modellkedés
Noszka modellkedett a Nike, Calvin Klein, Hugo Boss, Tom Ford, Ralph Lauren, Versace, Moncler, Benetton és Levi’s cégeknek. 2015-ben a H&M kifutóján vonult végig. 2016-ban a Vogue magazin az 50 legfittebb fiú közé választotta.

## Magánélete

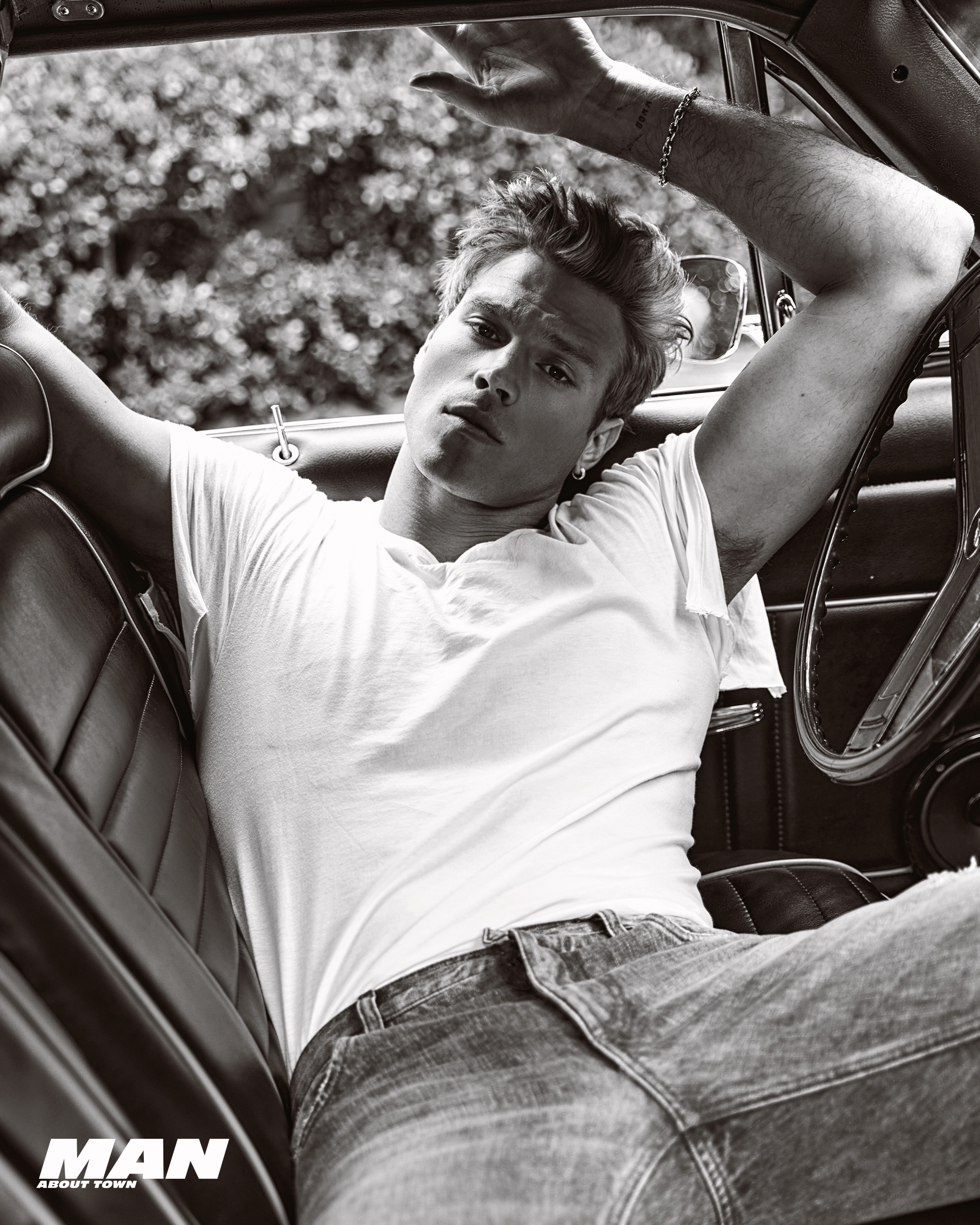
Noszka a Man About Town (2023) magazinban

Lelkes kosárlabdázó. Nagyapja, Stan Noszka a Boston Celtics egykori profi kosárlabdázója volt.
2020 májusában a közösségi médián keresztül jelentette be, hogy három éve barátnője, Inanna Sarkis hat hónapos terhes első gyermekükkel, egy kislánnyal. 2020. szeptember 12-én született meg a kislányuk, Nova.

### Motorbaleset
2018 elején Noszka súlyos motorbalesetet szenvedett, melynek következtében eltörött a combcsontja, az alkarja és a sípcsontja, elszakadt mindkét mellső keresztszalaga, és elvesztette csípője csontjának egy részét. 22 műtét után csuklójában, könyökében és combcsontjában titániumrúd van elhelyezve.

## Filmográfia

### Film
| Év   | Magyar cím                   | Eredeti cím             | Szerep       | Magyar hang   |
| ---- | ---------------------------- | ----------------------- | ------------ | ------------- |
| 2019 | Behavazva                    | Let It Snow             | JP Lapierre  | Csiby Gergely |
| 2023 | A tökéletes függőség         | Perfect Addiction       | Jax          |               |
| 2023 | Barátnőt felveszünk          | No Hard Feelings        | Jason        |               |
| 2025 | Marked Men – Tetovált srácok | Marked Men: Rule + Shaw | Nash Donavan | Ágoston Péter |

### Televízió
| Év        | Magyar cím          | Eredeti cím | Szerep        | Megjegyzés                                        |
| --------- | ------------------- | ----------- | ------------- | ------------------------------------------------- |
| 2017      |                     | Tales       | Brody         | 1 epizód                                          |
| 2018–2019 | Kegyetlen csillogás | Star        | Jackson Ellis | - mellékszereplő (2. évad) - főszereplő (3. évad) |
| 2025–     | Minden fair         | All's Fair  | Chase Munroe  | főszerep                                          |